# Eishockey-Bundesliga (Österreich) 1971/72
Meister der Österreichischen Eishockey-Liga 1971/72 wurde zum 15. Mal der Vereinsgeschichte und zum neunten Mal in Serie der EC KAC.

## Modus
Die acht Vereine spielten jeweils viermal gegeneinander.

## Tabelle
Der EC KAC gewann den 15. Meistertitel der Vereinsgeschichte. Der EK Zell am See stieg als Letztplatzierter direkt in die Oberliga ab.
| Platz | Team                  | Sp | S  | U | N  | Tore    | Punkte |
| ----- | --------------------- | -- | -- | - | -- | ------- | ------ |
| 1.    | EC KAC                | 28 | 22 | 2 | 4  | 178:088 | 46     |
| 2.    | Wiener Eislauf-Verein | 28 | 16 | 5 | 7  | 133:095 | 37     |
| 3.    | WAT Stadlau           | 28 | 15 | 5 | 8  | 108:091 | 35     |
| 4.    | VEU Feldkirch         | 28 | 14 | 4 | 10 | 129:099 | 32     |
| 5.    | Innsbrucker EV        | 28 | 12 | 2 | 14 | 111:112 | 26     |
| 6.    | ATSE Graz             | 28 | 9  | 5 | 14 | 095:101 | 23     |
| 7.    | EC Kitzbühel          | 28 | 9  | 3 | 16 | 083:109 | 21     |
| 8.    | EK Zell am See        | 28 | 1  | 2 | 25 | 052:194 | 4      |

## Beste Scorer
Statistiken soweit bekannt; Abkürzungen: T = Tore, V = Assists, Pkt = Punkte; Fett: Turnierbestwert
| Spieler        | Mannschaft     | T  | V  | Pkt |
| -------------- | -------------- | -- | -- | --- |
| Barry Watson   | VEU            | 47 | 20 | 67  |
| Dieter Kalt    | EC KAC         | 34 | 24 | 58  |
| Josef Puschnig | EC KAC         | 21 | 24 | 45  |
| Don Ross       | EC KAC         | 28 | 16 | 44  |
| Bob Tuff       | EC KAC         | 28 | 15 | 43  |
| Waleri Nikitin | WAT Stadlau    | 30 | 13 | 43  |
| Len Lilyholm   | EC Kitzbühel   | 19 | 23 | 42  |
| Kurt Höller    | Innsbrucker EV | 24 | 14 | 38  |
| George Hill    | WEV            | 25 | 12 | 37  |
| Kent Parrot    | Innsbrucker EV | 24 | 13 | 37  |

## Kader des österreichischen Meisters
| Österreichischer Meister EC KAC | Torhüter: Karl Pregl, Walter Gollob, Michael Springer, Horst Moser Verteidiger: Winfried Dareb, Gerhard Felfernig, Anton Kenda, Walter Possarnig, Manfred Romauch, Gerd Schager Angreifer: Dieter Kalt, Rudolf Dreier, Kurt Estl, Herbert Gasser, Walter König, Josef Puschnig, Erich Romauch, Don Ross, Paul Samonig, Bob Tuff, Alfred Woath, Alexander Sadjina Trainer: Don Ross (Spielertrainer) |